# Ист Хоуп
Ист Хоуп (на английски: East Hope, изговаря се по-близко до Ийст Хоуп) е град в окръг Бонър, щата Айдахо, САЩ. Ист Хоуп е с население от 200 жители (2000) и обща площ от 1,6 km². Намира се на 663 m надморска височина. ЗИП кодът му е 83836, а телефонният му код е 208.